# Ígor Bortnitski
Ígor Mijáilovich Bortnitski –en ruso, Игорь Михайлович Бортницкий– (URSS, 13 de junio de 1964) es un deportista soviético que compitió en remo.
Ganó una medalla de bronce en el Campeonato Mundial de Remo de 1990, en la prueba de cuatro con timonel. Participó en los Juegos Olímpicos de Barcelona 1992, ocupando el sexto lugar en la misma prueba.

## Palmarés internacional
| Campeonato Mundial | Campeonato Mundial   | Campeonato Mundial | Campeonato Mundial |
| Año                | Lugar                | Medalla            | Prueba             |
| ------------------ | -------------------- | ------------------ | ------------------ |
| 1990               | Tasmania (Australia) | Medalla de bronce  | Cuatro con timonel |